# K2-18b
K2-18b, cũng gọi là EPIC 201912552 b, là một hành tinh ngoài hệ Mặt Trời quay xung quanh sao lùn đỏ K2-18, có cự ly 124 năm ánh sáng (38 pc) từ Trái Đất. Hành tinh này ban đầu được phát hiện thông qua chương trình Kepler, sau đó được xác định là có khối lượng gấp 8 lần Trái Đất với quỹ đạo 33 ngày trong khu vực có thể ở được của ngôi sao.
Năm 2019, hai nghiên cứu độc lập, chứng thực dữ liệu từ Kepler, Kính viễn vọng không gian Spitzer và Kính viễn vọng không gian Hubble, đã kết luận rằng có một lượng nước đáng kể trong khí quyển của nó, phát hiện đầu tiên như vậy đối với hành tinh trong vùng có thể ở của một ngôi sao.

## Khám phá
K2-18b được xác định là một phần của chương trình Kepler, một trong hơn 1.200 ngoại hành tinh được phát hiện trong chuyến bay không gian "Second Light" K2. Việc phát hiện ra K2-18b được thực hiện vào năm 2015 như là một phần của các quan sát về ngôi sao K2-18, một ngôi sao sao lùn đỏ với phân loại sao của M2.8 khoảng 124 năm ánh sáng (38 pc) từ Trái Đất. Hành tinh được phát hiện thông qua các biến thể từ các kiểu ánh sáng của ngôi sao gây ra bởi quá cảnh của hành tinh phía trước ngôi sao so với Trái Đất. Độ sáng tương đối thấp của K2-18 sẽ giúp việc quan sát bầu khí quyển của K2-18b dễ dàng hơn trong các quan sát trong tương lai từ cả hai đài quan sát trên mặt đất và trên mặt đất.
Vào năm 2017, dữ liệu từ Kính viễn vọng không gian Spitzer đã xác nhận rằng quỹ đạo K2-18b trong vùng có thể ở được khoảng K2-18 với thời gian 33 ngày, đủ ngắn để cho phép quan sát nhiều người K2-18b chu kỳ quỹ đạo và cải thiện ý nghĩa thống kê của tín hiệu. Điều này dẫn đến sự quan tâm rộng rãi trong việc tiếp tục quan sát K2-18b.
Sau đó, nghiên cứu về K2-18b bằng cách sử dụng Công cụ tìm kiếm hành tinh xuyên tâm chính xác cao (HARPS) và các thiết bị Đài quan sát Calar Alto (CARMENES) cũng xác định một ngoại hành tinh thứ hai có khả năng, K2-18c, với khối lượng ước tính là562±084 M🜨 in a tighter, 9-day orbit, nhưng hành tinh bổ sung này vẫn chưa được xác nhận và thay vào đó có thể là do hoạt động của sao.

## Vị trí

Vị trí của ngôi sao K2-18 trên bầu trời, được đánh dấu bằng một vòng tròn màu trắng.

Các tọa độ của K2-18 trong Hệ thống tham chiếu thiên thể quốc tế là xích kinh 11h 30m 14,518s, xích vĩ +07° 35′ 18.257″. Điều này nằm trong chòm sao của Leo, nhưng bên ngoài con sư tử khoảnh sao của nó. 
Khi được phát hiện lần đầu tiên, khoảng cách từ Trái Đất của K2-18 được ước tính là 110 năm ánh sáng (34 pc). 
Tuy nhiên, dữ liệu chính xác hơn từ dự án lập bản đồ sao Gaia đã cho thấy K2-18 ở khoảng cách 124,02 ± 0,26 năm ánh sáng (38,025 ± 0,079 pc). Phép đo khoảng cách được cải thiện này đã giúp tinh chỉnh các thuộc tính của hệ thống ngoại hành tinh.

## Thư viện ảnh
- Hoạt hình mô phỏng hệ sao K2-18

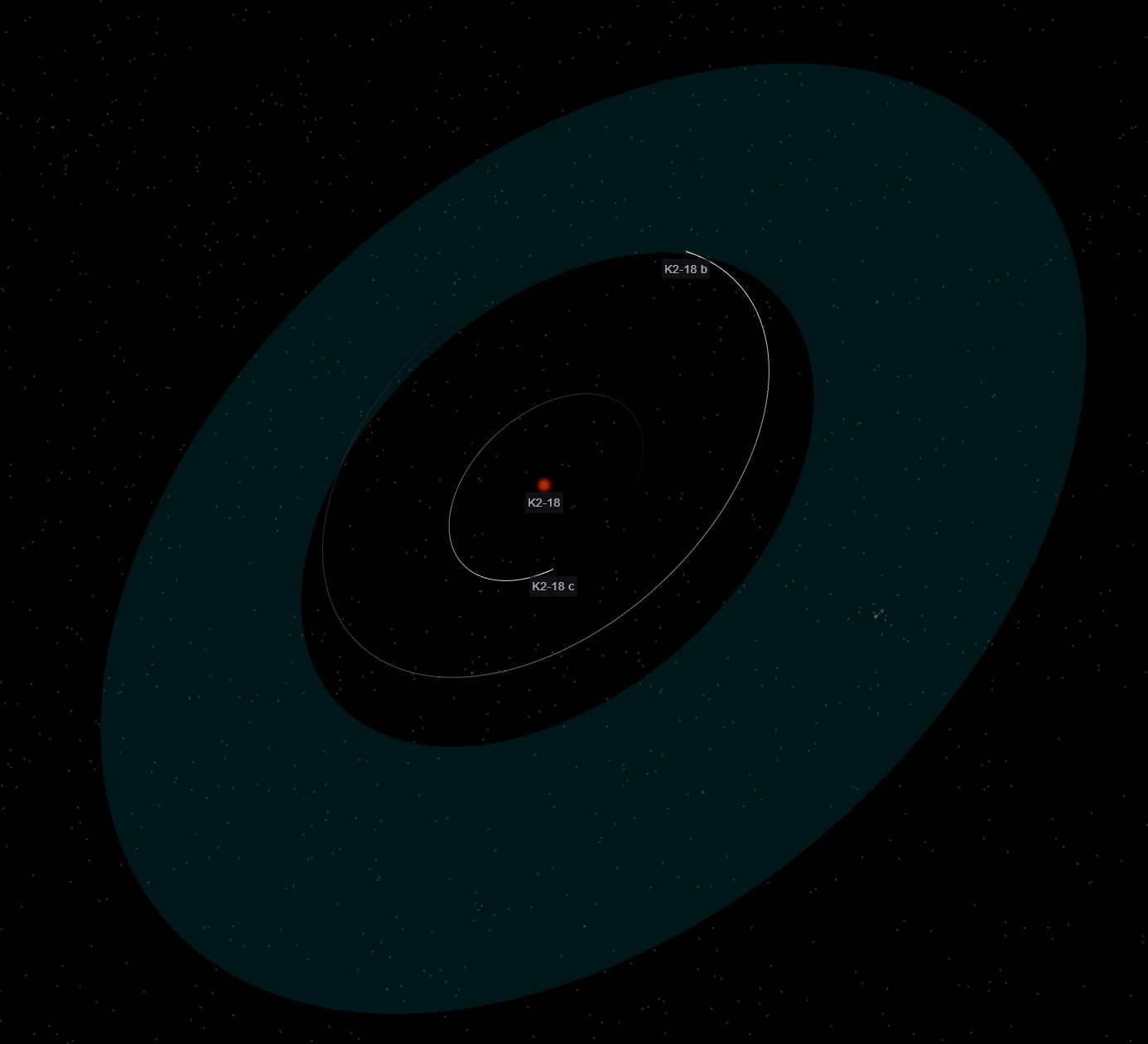
Sơ đồ hệ thống hành tinh K2-18, hiển thị quỹ đạo của K2-18b và ứng cử viên chưa được xác nhận K2-18c và vùng có thể ở của ngôi sao.